# Karkhus

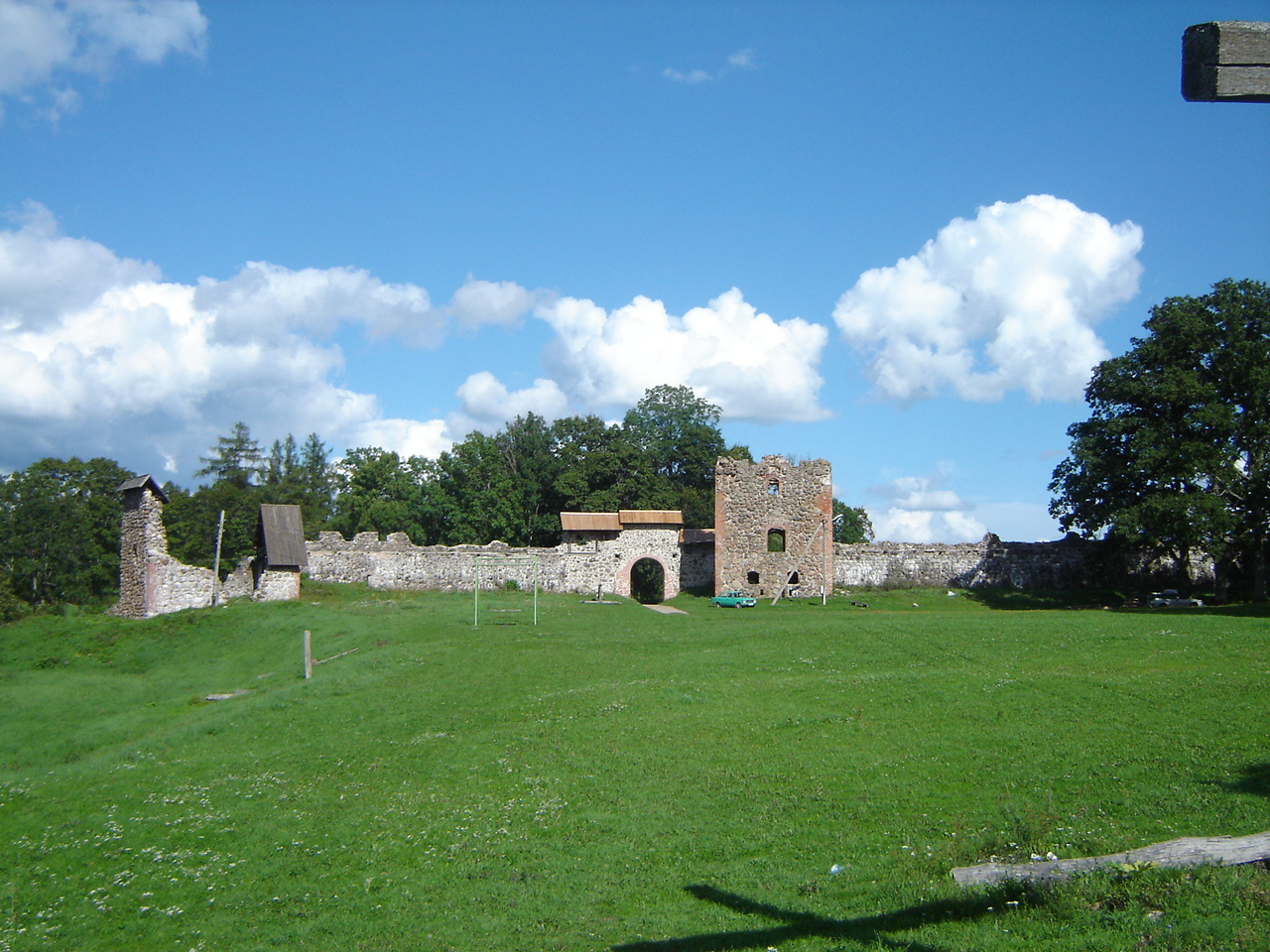

Karkhus (på estniska Karksi ordulinnus) var ett slott i den historiska regionen Livland. Nu ligger platsen för slottet i södra Estland, invid Karksi-Nuia några mil söder om Viljandi.
Redan år 1566 utmärkte sig ryttmästaren m.m. Johan Henrik Böckler då han från Karkhus drog på parti med 36 ryttare och "slog ihjäl 83 personer".
Karkhus slott tillhörde den Pernauska kretsen. Det intogs af hertig Karl hösten 1600, men förlorades snart och återtogs av svenskarna först hösten 1621. Karkhus hade starka murar och torn samt djupa vallgravar. 1634 ansågs det dock mindre viktigt, men det befalldes att det skulle rivas först 1682.
L. W:son M.
På 1600-talet skriver Lars Jespersson Cruus af Gudhem om sig bl.a. "herre till Karkhus".